# ТЭФИ (премия, 2010)
ТЭ́ФИ — российская национальная телевизионная премия за высшие достижения в области телевизионных искусств. Учреждена фондом «Академия Российского Телевидения» 21 октября 1994 года. Премия должна была стать российским аналогом американской телевизионной премии «Эмми».
Для участия в конкурсе «ТЭФИ—2010» принимались работы, произведённые и впервые вышедшие в эфир на территории России в период с 1 июня 2009 года по 31 мая 2010 года.

## Церемония
Шестнадцатая церемония награждения проводилась в два этапа. Награждение победителей в номинациях категории «Профессии» состоялось 20 сентября 2010 года в отеле «Ренессанс Москва Монарх Центр», а в номинациях категории «Лица» — 25 сентября 2010 года в Михайловском театре Санкт-Петербурга. В качестве ведущих церемоний были приглашены Ника Стрижак и Максим Аверин, Марина Голуб и Дмитрий Борисов, Анна Ардова и Андрей Макаров. Подготовку и трансляцию в эфире телевизионной версии церемонии награждения в номинациях категории «Лица» выполнил «Пятый канал».

## Победители и финалисты

### Категория «Профессии»
Победители указаны первыми и выделены отдельным цветом 
| Номинации                                                 | Победители и финалисты | Представляющая организация                                                                         |
| --------------------------------------------------------- | --- | -------------------------------------------------------------------------------------------------- |
| Информационно-развлекательная программа                   | «Прожекторперисхилтон» | ООО «Красная студия»                                                                               |
| Информационно-развлекательная программа                   | «Временно доступен. Ксения Собчак» | Телекомпания «АТВ Продакшн»                                                                        |
| Информационно-развлекательная программа                   | «„Хочу знать“ с Михаилом Ширвиндтом» | ООО «Живые новости»                                                                                |
| Специальный репортаж                                      | «Страна Советов: перезагрузка». «Репортёрские истории» | ЗАО «Телекомпания РЕН ТВ»                                                                          |
| Специальный репортаж                                      | «Звери, господа». «Воскресное Время» | «Первый канал»                                                                                     |
| Специальный репортаж                                      | «Похороны в законе». «В центре внимания» | ООО «Репорт энд фильм продакшн»                                                                    |
| Музыкальная программа                                     | «Венская государственная опера» из цикла «Оперные театры мира» | Телекомпания «Гамаюн»                                                                              |
| Музыкальная программа                                     | Премия «Муз-ТВ 2009» | ЗАО «ТВ сервис»                                                                                    |
| Музыкальная программа                                     | «ДОстояние РЕспублики» | ООО «Красная студия»                                                                               |
| Программа о науке (цикл)                                  | «Диктатура мозга» из цикла «Научная среда» | ООО «ЦИВИЛИЗАЦИЯ Медиа»                                                                            |
| Программа о науке (цикл)                                  | «Галилео» | ООО «ТелеФормат»                                                                                   |
| Программа о науке (цикл)                                  | «Жизнь замечательных идей». «Закон химической гармонии» | ООО «ЦИВИЛИЗАЦИЯ Мир»                                                                              |
| Программа об искусстве (цикл)                             | «Карл Фаберже» из цикла «Гении и злодеи» | ООО «ЦИВИЛИЗАЦИЯ Нео»                                                                              |
| Программа об искусстве (цикл)                             | «Откровение цвета» из цикла «Человеку о человеке» | ТРК «Терра», г. Самара                                                                             |
| Программа об искусстве (цикл)                             | «Академия театра. Сергей Гармаш» | Продюсерский центр «Прайм Тайм», г. Самара                                                         |
| Телевизионный документальный фильм                        | «Массовка» | Телекомпания «АТВ Продакшн»                                                                        |
| Телевизионный документальный фильм                        | «Герман и Кармалита» | Студия «Фишка-фильм»                                                                               |
| Телевизионный документальный фильм                        | «Зворыкин-Муромец» | ООО «Красный квадрат»                                                                              |
| Телевизионный документальный сериал                       | «Концлагеря. Дорога в ад» | ООО «Лидер ТВ»                                                                                     |
| Телевизионный документальный сериал                       | «История российского шоу-бизнеса» | ООО «СохоМедиа»                                                                                    |
| Телевизионный документальный сериал                       | «Великая война». «Битва за Москву» | ООО «Стар Медиа Про»                                                                               |
| Дизайн телевизионной программы/проекта                    | «Факты» | ООО «Первое Поле»                                                                                  |
| Дизайн телевизионной программы/проекта                    | Оформление эфира телеканала «Первый альтернативный» | Телеканал «Первый Альтернативный»                                                                  |
| Дизайн телевизионной программы/проекта                    | Эфирное оформление канала | ЗАО «Новый Канал»                                                                                  |
| Эфирный промоушн проекта                                  | «Горячий вечер с Тиграном Кеосаяном» | ЗАО «ТВ Дарьял»                                                                                    |
| Эфирный промоушн проекта                                  | «Большая разница. Новая жизнь» | «Первый канал»                                                                                     |
| Эфирный промоушн проекта                                  | «Мы любим жизнь» | ЗАО «Новый Канал»                                                                                  |
| Программа о спорте                                        | «Станислав Жук. Великий одинокий» | ЗАО «Европа ТВ», г. Санкт-Петербург                                                                |
| Программа о спорте                                        | «Миллионеры на льду» | ООО «Мирэда»                                                                                       |
| Программа о спорте                                        | «Человек Иван Ярыгин» | Межрегиональный благотворительный общественный фонд содействия развитию спорта имени Ивана Ярыгина |
| Продюсер фильма/сериала                                   | Константин Эрнст, Игорь Толстунов — «Школа» | ООО «Красный квадрат»                                                                              |
| Продюсер фильма/сериала                                   | Вячеслав Муругов, Резо Гигинеишвили — «Туман» | ООО «ВВП Альянс»                                                                                   |
| Продюсер фильма/сериала                                   | Анатолий Максимов, Джахонгир Файзиев — «Адмиралъ» | ЗАО «Дирекция Кино»                                                                                |
| Продюсер телевизионной программы                          | Александр Цекало, Руслан Сорокин — «Большая разница» | Продюсерский центр «Среда»                                                                         |
| Продюсер телевизионной программы                          | Наталья Никонова, Марина Петрицкая — «Справедливость». «Смерть Веры Трифоновой в СИЗО» | Студия «КиноДеталь»                                                                                |
| Продюсер телевизионной программы                          | Константин Эрнст, Марина Даниелян — «Прожекторперисхилтон» | ООО «Красная студия»                                                                               |
| Художник-постановщик телевизионного фильма/сериала        | Мария Турская, Александр Загоскин — «Адмиралъ» | ЗАО «Дирекция Кино»                                                                                |
| Художник-постановщик телевизионного фильма/сериала        | Мавлодод Фаросатшоев, Вячеслав Дёмин — «Исаев» | ЗАО «Централ Партнершип»                                                                           |
| Художник-постановщик телевизионного фильма/сериала        | Иван Рогатень — «Вольф Мессинг» | ЗАО «Централ Партнершип»                                                                           |
| Художник-постановщик телевизионной программы              | Дмитрий Азадов, Анна Либерман — «Мульт личности» | ООО «Пространство идей»                                                                            |
| Художник-постановщик телевизионной программы              | Дмитрий Ликин — «ДОстояние РЕспублики» | ООО «Красная студия»                                                                               |
| Художник-постановщик телевизионной программы              | Дмитрий Ликин — «Оливье-шоу» | ООО «Красная студия»                                                                               |
| Звукорежиссёр телевизионного фильма/сериала               | Мария Нигматулина, Дмитрий Смирнов — «Непобедимый» | ЗАО «Централ Партнершип»                                                                           |
| Звукорежиссёр телевизионного фильма/сериала               | Наталия Аванесова — «Дорожный патруль» | ООО «Форвард — Фильм»                                                                              |
| Звукорежиссёр телевизионного фильма/сериала               | Владимир Литровник — «Адмиралъ» | ЗАО «Дирекция Кино»                                                                                |
| Звукорежиссёр телевизионной программы                     | Андрей Пастернак — «ДОстояние РЕспублики» | ООО «Красная студия»                                                                               |
| Звукорежиссёр телевизионной программы                     | Андрей Каленюк — «Справедливость» | Студия «КиноДеталь»                                                                                |
| Звукорежиссёр телевизионной программы                     | Владимир Литровник — «Адмиралъ» | ЗАО «Дирекция Кино»                                                                                |
| Сценарист телевизионного художественного фильма/сериала   | Наталья Портнова — «Разжалованный» | ООО «Феникс-фильм»                                                                                 |
| Сценарист телевизионного художественного фильма/сериала   | Наталья Ворожбит, Вячеслав Дурненков, Иван Угаров, Вадим Леванов, Нелли Высоцкая, Юрий Клавдиев — «Школа» | ООО «Красный квадрат»                                                                              |
| Сценарист телевизионного художественного фильма/сериала   | Зоя Кудря при участии Владимира Валуцкого — «Адмиралъ» | ЗАО «Дирекция Кино»                                                                                |
| Сценарист телевизионного документального фильма/сериала   | Марина Денисевич — «Венская государственная опера» из цикла «Оперные театры мира» | Телекомпания «Гамаюн»                                                                              |
| Сценарист телевизионного документального фильма/сериала   | Роман Либеров — «Иосиф Бродский. Разговор с небожителем» | Студия «Проект ТВ»                                                                                 |
| Сценарист телевизионного документального фильма/сериала   | Марина Бандиленко — «Тайны смерти» | Кинокомпания «Мастерская»                                                                          |
| Сценарист телевизионной программы                         | Марина Даниелян, Дмитрий Мишин, Илья Епищев, Саид Давдиев, Станислав Берестовой, Денис Ртищев, Евгений Шелякин, Дмитрий Будашкаев, Кирилл Качурин, Вячеслав Благодарский, Денис Привалов, Иван Ургант, Гарик Мартиросян, Сергей Светлаков, Александр Цекало — «Прожекторперисхилтон» | ООО «Красная студия»                                                                               |
| Сценарист телевизионной программы                         | Руслан Сорокин, Константин Маньковский, Кирилл Ситников, Константин Ворончихин, Денис Хорошун, Артём Гончаров, Сергей Кинстлер — «Большая разница» | Продюсерский центр «Среда»                                                                         |
| Сценарист телевизионной программы                         | Анатолий Смелянский — «Высшее Я» из цикла «Михаил Чехов. Чувство целого» | «АБ-ТВ продакшн»                                                                                   |
| Режиссёр телевизионного художественного фильма/сериала    | Андрей Кравчук — «Адмиралъ» | ЗАО «Дирекция Кино»                                                                                |
| Режиссёр телевизионного художественного фильма/сериала    | Валерия Гай Германика — «Школа» | ООО «Красный квадрат»                                                                              |
| Режиссёр телевизионного художественного фильма/сериала    | Владимир Тумаев — «Разжалованный» | ООО «Феникс-фильм»                                                                                 |
| Режиссёр телевизионного документального фильма/сериала    | Сергей Нурмамед, Иван Скворцов — «Зворыкин-Муромец» | ООО «Красный квадрат»                                                                              |
| Режиссёр телевизионного документального фильма/сериала    | Роман Либеров — «Иосиф Бродский. Разговор с небожителем» | Студия «Проект ТВ»                                                                                 |
| Режиссёр телевизионного документального фильма/сериала    | Анастасия Попова — «Тайны смерти» | Кинокомпания «Мастерская»                                                                          |
| Режиссёр телевизионной программы                          | Дмитрий Дьяченко, Герман Ефимов — «Большая разница» | Продюсерский центр «Среда»                                                                         |
| Режиссёр телевизионной программы                          | Александр Жигалкин — «6 кадров» | ООО «Костафильм»                                                                                   |
| Режиссёр телевизионной программы                          | Василий Пичул — «Мульт личности» | ООО «Пространство идей»                                                                            |
| Оператор телевизионного художественного фильма/сериала    | Томаш Августынек — «Непобедимый» | ЗАО «Централ Партнершип»                                                                           |
| Оператор телевизионного художественного фильма/сериала    | Игорь Гринякин, Алексей Родионов — «Адмиралъ» | ЗАО «Дирекция Кино»                                                                                |
| Оператор телевизионного художественного фильма/сериала    | Дмитрий Яшонков — «Туман» | ООО «ВВП Альянс»                                                                                   |
| Оператор телевизионного документального фильма/сериала    | Платон Конухов, Олег Кириченко — «Тайны любви» | Кинокомпания «Мастерская»                                                                          |
| Оператор телевизионного документального фильма/сериала    | Дмитрий Багин — «Всюду жизнь» | МТРК «Мир»                                                                                         |
| Оператор телевизионного документального фильма/сериала    | Платон Конухов, Олег Кириченко — «Тайны смерти» | Кинокомпания «Мастерская»                                                                          |
| Оператор телевизионной программы                          | Илья Грачёв — «Новинки Технологий» («Technology Update») | АНО «ТВ-Новости»                                                                                   |
| Оператор телевизионной программы                          | Иван Макаров — «Разрыв» из цикла «Севастопольские рассказы» | Студия «Лавр»                                                                                      |
| Оператор телевизионной программы                          | Денис Ерышев — «Жестокие игры» | ООО «Красная студия»                                                                               |
| Специальный приз Фонда «Академия Российского телевидения» | Энвер Мамедов | |
| Специальный приз Фонда «Академия Российского телевидения» | Генрих Юшкявичюс | |

### Категория «Лица»
Победители указаны первыми и выделены отдельным цветом 
| Номинации                                                   | Победители и финалисты | Представляющая организация                          |
| ----------------------------------------------------------- | --- | --------------------------------------------------- |
| Информационная программа                                    | «Новости 24» с Михаилом Осокиным | ЗАО «Телекомпания РЕН ТВ»                           |
| Информационная программа                                    | Выпуск новостей, посвящённый взрывам в московском метро в марте 2010                                                                                  | АНО «ТВ-Новости»                                    |
| Информационная программа                                    | «Сейчас» | ТРК «Петербург» («Пятый канал»), г. Санкт-Петербург |
| Ведущий информационной программы                            | Татьяна Лиманова — «Новости 24» | «Телекомпания РЕН ТВ»                               |
| Ведущий информационной программы                            | Вячеслав Крискевич, Ирина Лосик — «Новости дня» | ТРК ВС РФ «Звезда»                                  |
| Ведущий информационной программы                            | Дмитрий Борисов — «Новости» | «Первый канал»                                      |
| Информационно-аналитическая программа                       | «Неделя с Марианной Максимовской» | «Телекомпания РЕН ТВ»                               |
| Информационно-аналитическая программа                       | «Воскресное Время» | «Первый канал»                                      |
| Информационно-аналитическая программа                       | «Час пик. Суббота» | Телерадиокомпания «ТВ-2», г. Томск                  |
| Ведущий информационно-аналитической программы               | Марианна Максимовская — «Неделя с Марианной Максимовской»                                                                                             | «Телекомпания РЕН ТВ»                               |
| Ведущий информационно-аналитической программы               | Пётр Толстой — «Воскресное Время» | «Первый канал»                                      |
| Ведущий информационно-аналитической программы               | Ника Стрижак — «Открытая студия» | ТРК «Петербург» («Пятый канал»), г. Санкт-Петербург |
| Интервьюер                                                  | Юлия Мучник — «Интервью с генералом» | ЗАО «Телерадиокомпания ТВ-2», г. Томск              |
| Интервьюер                                                  | Борис Берман, Ильдар Жандарёв — «На ночь глядя» | ООО «Красная студия»                                |
| Интервьюер                                                  | Владимир Познер — «Познер» | ООО «Красная студия»                                |
| Репортёр                                                    | Леонид Канфер — «Там, где была война». «Репортёрские истории»                                                                                         | «Телекомпания РЕН ТВ»                               |
| Репортёр                                                    | Ася Гойзман — «Люди подземелья». «Репортёрские истории»                                                                                               | «Телекомпания РЕН ТВ»                               |
| Репортёр                                                    | Любовь Камырина — «Русский Кембридж». «Дневник наблюдений»                                                                                            | Продюсерская компания «ИВД Продакшн»                |
| Ведущий ток-шоу                                             | Александр Гордон — «Гордон Кихот». «Союз кинематографистов»                                                                                           | ООО «Зелёная студия»                                |
| Ведущий ток-шоу                                             | Андрей Макаров — «Справедливость». «Смерть Веры Трифоновой в СИЗО»                                                                                    | Студия «КиноДеталь»                                 |
| Ведущий ток-шоу                                             | Мария Шукшина, Игорь Кваша, Михаил Ефремов — «Жди меня»                                                                                               | ЗАО «Телекомпания ВИD»                              |
| Программа для детей и юношества                             | «За семью печатями» | ООО «ТК — Класс!»                                   |
| Программа для детей и юношества                             | «Трое, не считая кота… В деревне» | АУ ОТРК «Югра», г. Ханты-Мансийск                   |
| Программа для детей и юношества                             | «Поющая фа-соль» | Телекомпания «АТВ Продакшн»                         |
| Программа об истории (цикл)                                 | «Евгений Тарле. Наука выживать» из цикла «Они творили историю»                                                                                        | ТРК «ЦИВИЛИЗАЦИЯ»                                   |
| Программа об истории (цикл)                                 | «Моя родословная. Евгения Симонова и Юрий Вяземский»                                                                                                  | ООО «АВК продакшн»                                  |
| Программа об истории (цикл)                                 | «Советское неглиже» из цикла «Хроники московского быта»                                                                                               | ООО «Теледрама»                                     |
| Развлекательная программа. Образ жизни                      | «Личные вещи» | ООО «П. С. — промоушн», г. Санкт-Петербург          |
| Развлекательная программа. Образ жизни                      | «Большая семья. Андрей Кончаловский» | Телекомпания «АТВ Продакшн»                         |
| Развлекательная программа. Образ жизни                      | «Минута славы» | ООО «Красная студия»                                |
| Юмористическая программа                                    | «Большая разница» | Продюсерский центр «Среда»                          |
| Юмористическая программа                                    | «Мульт личности» | ООО «Пространство идей»                             |
| Юмористическая программа                                    | «Одна за всех» | Yellow Black & White GROUP                          |
| Телевизионная игра                                          | «Брэйн-ринг» | Телекомпания «Игра-ТВ»                              |
| Телевизионная игра                                          | «Самый умный» | ООО «ОК Продакшн»                                   |
| Телевизионная игра                                          | «Большие гонки» | ООО «Красная студия»                                |
| Ведущий развлекательной программы                           | Иван Ургант, Гарик Мартиросян, Александр Цекало, Сергей Светлаков — «Прожекторперисхилтон»                                                            | ООО «Красная студия»                                |
| Ведущий развлекательной программы                           | Александр Цекало, Иван Ургант — «Большая разница» | Продюсерский центр «Среда»                          |
| Ведущий развлекательной программы                           | Александр Пушной — «Галилео» | ООО «ТелеФормат»                                    |
| Спортивный комментатор                                      | Кирилл Набутов — Серия комментариев трансляций Зимних Олимпийских игр 2010 из Ванкувера                                                               | «Первый канал»                                      |
| Спортивный комментатор                                      | Кирилл Набутов — Матч «ЦСКА — Зенит» | ООО «ТВ Купол», г. Санкт-Петербург                  |
| Спортивный комментатор                                      | Мария Румянцева — «Новости 24. Спорт» | «Телекомпания РЕН ТВ»                               |
| Телевизионный художественный фильм, мини-сериал             | «Разжалованный» | ООО «Феникс-фильм»                                  |
| Телевизионный художественный фильм, мини-сериал             | «Попытка Веры» | ООО «Красный квадрат»                               |
| Телевизионный художественный фильм, мини-сериал             | «Любовь под прикрытием» | ЗАО «Дирекция Кино»                                 |
| Телевизионный художественный сериал                         | «Глухарь. Продолжение» | Телекомпания «Дикси-ТВ»                             |
| Телевизионный художественный сериал                         | «Школа» | ООО «Красный квадрат»                               |
| Телевизионный художественный сериал                         | «Адмиралъ» | ЗАО «Дирекция Кино»                                 |
| Ситком                                                      | «Воронины» | ООО «ГудСториМедиа»                                 |
| Ситком                                                      | «Однажды в милиции» | Yellow Black & White GROUP                          |
| Исполнитель мужской роли в телевизионном фильме/сериале     | Максим Аверин — «Глухарь. Продолжение» | Телекомпания «Дикси-ТВ»                             |
| Исполнитель мужской роли в телевизионном фильме/сериале     | Александр Михайлов — «Разжалованный» | ООО «Феникс-фильм»                                  |
| Исполнитель мужской роли в телевизионном фильме/сериале     | Александр Ильин — «Черчилль» | ООО «ЧБк фильм»                                     |
| Исполнительница женской роли в телевизионном фильме/сериале | Анна Ардова — «Одна за всех» | Yellow Black & White GROUP                          |
| Исполнительница женской роли в телевизионном фильме/сериале | Мария Шукшина — «Террористка Иванова» | ООО «Медиа Фаворит Фильм»                           |
| Исполнительница женской роли в телевизионном фильме/сериале | Татьяна Арнтгольц — «Брак по завещанию» | ООО «Феникс-фильм»                                  |
| Легенда отечественного телевидения                          | Галина Шергова |                                                     |
| Специальный приз Академии Российского телевидения           | Документальный фильм «Подстрочник». Режиссёр — Олег Дорман, продюсер — Феликс Дектор. Приз передан телеканалу «Культура», осуществившему показ фильма |                                                     |
| «За личный вклад в развитие российского телевидения»        | Манана Асламазян — за важнейшую роль в подготовке кадров для регионального телевидения                                                                |                                                     |

## Критика
В ходе церемонии награждения в номинациях категории «Лица» произошло два события, получивших общественный резонанс: отказ от специального приза режиссёра Олега Дормана за документальный фильм «Подстрочник», и отсутствие публичного оглашения имени обладателя приза «За личный вклад в развитие российского телевидения» Мананы Асламазян. Олег Дорман отказался принять награду, заявив:
Среди членов Академии, её жюри, учредителей и так далее — люди, из-за которых наш фильм одиннадцать лет не мог попасть к зрителям. Люди, которые презирают публику и которые сделали телевидение главным фактором нравственной и общественной катастрофы, произошедшей за 10 последних лет… У них нет права давать награды „Подстрочнику“.